# Marazion
Marazion (en cornique : Marhasyow) est une ville et paroisse civile du Royaume-Uni située dans les Cornouailles, en Angleterre.
La localité est établie sur la rive de la Mount's Bay, à 3,2 km à l'est de Penzance et à 1,6 km à l'est de Long Rock. St Michael's Mount, une île accessible à marée basse est à 1 km au large. À marée basse, une chaussée artificielle relie l'île à la ville.

## Personnalités liées à la ville
- John Cornwall, 1er baron Fanhope et Milbroke (vers 1364-1443), noble et homme d'armes anglais, et une des figures chevaleresques les plus respectées de son temps, y est baptisé ;
- Pascoe Grenfell (1761-1838), homme d'affaires et homme politique britannique, y est né.